# Cheetah3D
Cheetah3D је програм за рачунарско графичко 3D моделовање, анимирање и рендеровање. Написан је у интерфејсу  за OS X. Програм је намијењен почетничким и аматерским 3D умјетницима.
Нуди низ просјечних и напредних функција, заједно са интуитивним корисничким интерфејсом. Његова једноставност је оно што га чини посебним у односу на друге програме.
Први пут је изашао 2003. године и тренутно је доступан на Маковима базираним на Интелу. Једна корисничка лиценца кошта 99 америчких долара. Доступна је и бесплатна демо верзија, али у њој није могуће спремати или извозити направљене моделе.

## Одлике
је примарно намијењен аматерским умјетницима, тако да се фокусира на пружање функција за креирање једноставних 3D сцена. Спектар функција није широк, али је велик фокус стављен на практичност и једноставност.
Подржава низ геометријских основних функција, укључујући полигонске мешеве и Безјеове криве. Доступан је такође и бокс моделинг са површинама за подјелу (енгл. subdivision surfaces). Додатно, омогућена је једноставна подршка за анимације, укључујући форме и предмете за камеру засноване на савитљивим шипкама, скелеталне деформације, тачке од значаја за преобликовавање и поменуте површине за подјелу, чиме је анимација лика ефективна.
Програм такође нуди и неколико напредних подешавања за рендеровање, која омогућавају имплементирање антиалијасинга, рејтрејсованих сјенки, дубине поља, HDRI-ја, оклузије амбијента, каустичног освјетљења, меког сјенчења и фотонима мапиране каустике.
Многи уобичајени формати 3D фајлова су подржани, укључујући 3ds, obj, sia и FBX. Медији који се направе у програму могу такође да се користе у Јунити енџину, алатки за развијање игара (добар примјер је Stranded Deep).
 је изашао 8. октобра 2009. године и захтијева најмање Mac OS&nbsp;X v10.4. Ово је такође била посљедња верзија која је подржавала PowerPC. Уведене су функције са системом материјала заснованом на нодама, напредни енџин за рендеровање, нови алати за моделовање као што је алатка за бевелинг и модификатор бевелинга, те подршка за формат фајла Collada.
Званични видео-туторијали Cheetah3D for Beginners тренутно су доступни и користе управо ову верзију.
 је изашао 13. априла 2012. године и захтијева Mac OS&nbsp;X v10.6 или једну од новијих верзија. Додате функције укључују интеграцију за  укључујући симулације за чврста и мека тијела те интеграцију са постојећим системом честица, као и изоповршине и подршку за Mac OS&nbsp;X Lion.
Упутство независног произвођача Learn 3D With Cheetah 3D изашло је истовремено са овом верзијом.
Cheetah3D&nbsp;6.0.1&nbsp;– 6.3.2 су изашле између 26. јула 2012. и 28. септембра 2014. године. Додате функције укључују подршку за , подршку за , подршку за систем савитљиве шипке IK (нпр. ’кичма’ играчког лика), побољшану селекцију за ринг и луп, ABF анврепинг, додату алатку сплит џоинт итд. Такође је побољшана OS&nbsp;X Mavericks компатибилност и подршка за GateKeeper&nbsp;v2 signatures.
 је изашла 1. маја 2016. године. Ажуриран је кориснички интерфејс, додат нови рендерер, NGon Booleans, филмске текстуре, софт селекције, подршка за формат COLLADA и др.